# Rania (gruppo musicale)
Le Rania (라니아?, abbreviazione di "Regeneration Idol of Asia"), conosciute come BP Rania (BP 라니아?; Black Pearl Rania) dal 2016 al 2020, sono state un gruppo musicale sudcoreano, formatosi a Seul nel 2011. Dopo numerosi cambi di formazione, nel 2020 le componenti rimaste hanno ridebuttato sotto il nuovo nome di Blackswan.

## Storia

### 2011-2012: Debutto,MasqueradeeStyle

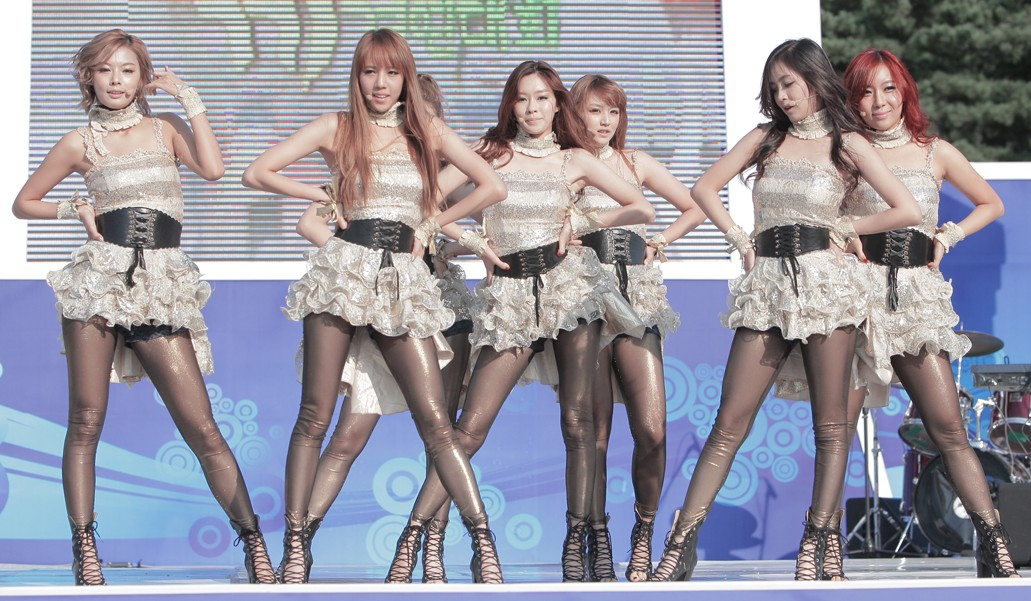
Le Rania nel settembre 2011. Da sinistra: Di, Riko, Xia (dietro Riko), Saem, T-ae, Joy e Jooyi.

I preparativi per il debutto delle Rania iniziarono nel 2008, con l'intenzione di farle esordire nel 2010 come sestetto, ma debuttarono effettivamente nell'aprile 2011 con sette membri: Riko, Saem, Xia, Jooyi, Di, Joy e T-ae. Al primo passaggio televisivo del singolo di debutto Dr. Feel Good, composto e prodotto da Teddy Riley, si sollevarono delle polemiche poiché alcuni spettatori coreani trovarono l'immagine del gruppo troppo provocante, pertanto le Rania furono costrette a cambiare la coreografia e apportare piccole modifiche ai vestiti. Nonostante sin dall'inizio fosse stato pianificato un debutto parallelo negli Stati Uniti, non venne fatto alcun progresso in tal senso e, anzi, a maggio fu sciolta la collaborazione con Riley. Il gruppo tornò a giugno con il secondo singolo Masquerade, anch'esso composto e prodotto da Riley prima della rottura tra lui e la DR Music. Dr. Feel Good e Masquerade sono entrambi estratti dal primo EP Teddy Riley, The First Expansion In Asia.
Il 16 novembre, il gruppo pubblicò il secondo EP, Time To Rock Da Show, promosso dalla traccia Pop Pop Pop. Joy non partecipò alla promozione del disco per stare insieme alla sua famiglia, colpita dall'alluvione avvenuta in Thailandia nello stesso periodo, e in seguito lasciò le Rania.
Il 16 settembre 2012 il gruppo pubblicò il singolo Style. A causa degli impegni presi per un altro progetto, Jooyi non partecipò al disco.

### 2013-2015: Primo album, debutto fallito in America eDemonstrate
L'8 marzo 2013, le Rania pubblicarono il loro primo album esteso, intitolato Just Go, e il singolo omonimo, a cui Riko non partecipò per focalizzarsi sugli studi. Iniziarono anche a preparare il debutto negli Stati Uniti: la Empire Records avrebbe curato la distribuzione dei dischi, mentre Larry Rudolph e Adam Leber, due collaboratori di Britney Spears, avrebbero fatto da manager. Il 21 maggio cominciarono a Los Angeles le riprese di un reality show per MTV, intitolato Road to Fame e incentrato sui preparativi per il debutto negli Stati Uniti, che sarebbe andato in onda per tre mesi. L'album avrebbe inoltre incluso collaborazioni con Snoop Dogg e 2 Chainz. A luglio fu distribuito un singolo gratuito, Up, per celebrare il secondo anniversario; fu inoltre annunciato che l'avanzamento nel mercato americano era stato posticipato per prepararsi meglio sulla lingua inglese e altri aspetti: il gruppo sarebbe invece stato attivo fino a settembre in Asia e in America del Sud, esibendosi in Cambogia, Cina, Cile, Perù e Brasile.
Nel maggio 2014, le Rania firmarono con l'etichetta spagnola INGENIOmedia e annunciarono la pubblicazione del singolo Acceleration a luglio. Tuttavia, a causa dei ritardi nella realizzazione del brano, INGENIOmedia tagliò i legami con loro due mesi dopo. Si iniziò anche a cercare un sesto membro che sostituisse Riko, assente dal gruppo sin dall'uscita di Just Go, ma le audizioni vennero annullate. In estate, Saem e Jooyi smisero di partecipare agli eventi pubblici, lasciando le Rania. Vennero sostituite da Hyeme, Seulji e Alex, quest'ultima prima ragazza afro-americana ad entrare in un gruppo k-pop. Il 6 novembre 2015 pubblicarono l'EP Demonstrate a distanza di due anni dall'ultimo singolo. Alex non partecipò al videoclip a causa di problemi con il visto d'ingresso, ma qualche giorno dopo uscì un secondo video modificato per includere alcune scene con lei. Contemporaneamente fu lanciata su Makestar una raccolta fondi per realizzare un EP.

### 2016-2020: EP fallito, cambio di nome e ridebutto

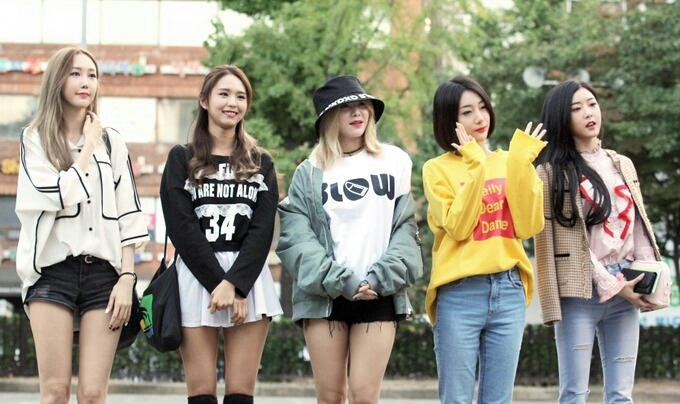
Le Rania nel 2017.

Nel maggio 2016, DR Music indirizzò una lettera ai fan che avevano partecipato al progetto su Makestar spiegando che, a causa degli impegni, il ritorno delle Rania sulle scene era stato spostato ad agosto, e che avrebbero nel frattempo lavorato a un duo hip-hop composto da Hyeme e Alex. Il 13 luglio, tuttavia, Makestar annunciò che, visti i ripetuti tentativi falliti di contattare la casa discografica per sapere come stesse procedendo, "il comportamento e la presa di posizione continui e irresponsabili tenuti dai creatori del progetto delle Rania, e la nostra indisponibilità a ignorare il disagio che questo sta causando ai partecipanti", la raccolta fondi sarebbe stata chiusa e tutti i soldi restituiti ai fan. Nel frattempo, DR Music annunciò l'uscita dal gruppo degli ultimi tre membri originali, Xia, T-ae e Di, in seguito alla scadenza del loro contratto.
Il 28 dicembre 2016 il gruppo pubblicò l'EP Start a Fire, con il nuovo nome di BP (Black Pearl) Rania e sette membri: Alex, Hyeme e Seulji (ora Zi.U), Yina (attiva nel gruppo con il nome di Saem fino al 2014), Jieun, Youmin e Ttabo. Yina lasciò la formazione a giugno 2017, mentre il 12 agosto le BP Rania tornarono sulla scena musicale con l'EP REfresh 7th e il singolo Beep Beep Beep. Una settimana dopo, Alex lasciò il gruppo.
Il 26 giugno 2020, il gruppo annunciò che tutti i suoi membri, eccetto Seunghyun, avrebbero ridebuttato come Blackswan, aggiungendo due nuovi membri.

## Formazione
- Saem/Yina (이나) – voce, rapper (2011-2014, 2016-2017)
- Joy (조이) – voce (2011)
- Riko (리코) – voce (2011-2013)
- Jooyi (주이) – voce, rapper (2011-2014)
- Di (디아이) – voce, rapper (2011-2016)
- T-ae (티애) – voce (2011-2016)
- Xia (샤) – voce (2011-2016)
- Alex (알렉스) – voce, rapper (2015-2017)
- Ttabo (따보) – voce (2016-2019)
- Yumin (유민) – voce (2016-2018)
- Jieun (지은) – voce (2016-2019)
- Seulji/Zi.U (지우) – voce (2015-2019)
- Namfon (남펀) – voce (2018-2019)
- Hyeme (혜미) – voce (2015-2020)
- Youngheun (영흔) – voce (2019-2020)
- Seunghyun (승현) – voce (2019-2020)
- Larissa/Leia – voce (2019-2020)

## Discografia

### Album in studio
- 2013 – Just Go (Yedang Company)

### EP
- 2011 – Teddy Riley, The First Expansion In Asia
- 2011 – Time to Rock da Show (Yedang Company)
- 2015 – Demonstrate
- 2016 – Start a Fire
- 2017 – REfresh 7th

### Singoli
- 2011 – Dr. Feel Good
- 2011 – Masquerade
- 2011 – Pop Pop Pop
- 2012 – Style
- 2013 – Just Go
- 2015 – Demonstrate
- 2016 – Start a Fire
- 2017 – Make Me Ah
- 2017 – Beep Beep Beep

## Videografia
- 2011 – Dr. Feel Good
- 2011 – Dr. Feel Good (English version)
- 2011 – Pop Pop Pop
- 2012 – Style
- 2013 – Up
- 2013 – Just Go
- 2015 – Demonstrate (Rap version)
- 2015 – Demonstrate (Modified version with Alex)
- 2016 – Start a Fire